# علامة هاتشكوك
علامة هاتشكوك هي علامة سريرية التي فيها الضغط الصاعد على زاوية الفك السفلي يسبب الألم نتيجة التهاب النكفية في النكاف، ولكن لا يوجد ألم في التهاب الغدة.